# Mistrzostwa Europy w Piłce Nożnej 1976
Mistrzostwa Europy w Piłce Nożnej w 1976 – 5. edycja mistrzostw Europy, odbywająca się w Jugosławii pod patronatem UEFA. Turniej finałowy trwał od 16 do 20 czerwca 1976. Była to ostatnia edycja mistrzostw Europy w formule 4 drużynowej, bowiem cztery lata później turniej został rozszerzony do 8 zespołów. Był to również ostatni turniej, gdy gospodarz musiał uczestniczyć w eliminacjach.

## Stadiony
| Stadion Crvena Zvezda | BelgradZagrzeb |
| Stadion Crvena Zvezda | BelgradZagrzeb |
| Belgrad               | BelgradZagrzeb |
| Pojemność: 53 000     | BelgradZagrzeb |
| Stadion Maksimir      | BelgradZagrzeb |
| Stadion Maksimir      | BelgradZagrzeb |
| Zagrzeb               | BelgradZagrzeb |
| Pojemność: 45 000     | BelgradZagrzeb |

## Eliminacje
Eliminacje rozgrywane były od 1 września 1974 do 28 lutego 1976 w ośmiu 4-drużynowych grupach. Mecze w danej grupie rozgrywano systemem „każdy z każdym” mecz i rewanż. Za zwycięstwo dana drużyna otrzymywała 2 pkt., za remis jeden pkt, za porażkę punktów nie przyznawano. Tylko zwycięzca grupy awansował do dalszej fazy, czyli ćwierćfinałów.

## Drużyny zakwalifikowane do turnieju finałowego
| Drużyna        | Grupa kwalifikacyjna   | Data kwalifikacji | Liczba występów | Najlepszy wynik              |
| -------------- | ---------------------- | ----------------- | --------------- | ---------------------------- |
| RFN            | zwycięzca ćwierćfinału | 22 maja 1976      | 1 (1972)        | Mistrzostwo (1972)           |
| Holandia       | zwycięzca ćwierćfinału | 22 maja 1976      | debiutant       | debiutant                    |
| Jugosławia     | zwycięzca ćwierćfinału | 22 maja 1976      | 2 (1960, 1968)  | Wicemistrzostwo (1960, 1968) |
| Czechosłowacja | zwycięzca ćwierćfinału | 22 maja 1976      | 1 (1960)        | III miejsce (1960)           |

## Turniej finałowy

### Półfinały
| 16 czerwca 1976 | Czechosłowacja · Anton Ondruš 19' · Zdeněk Nehoda 114' · František Veselý 119' | 3-1 po dogrywce | Holandia · 64' Anton Ondruš (sam.) | Maksimir, Zagrzeb Widzów: 40 000 Sędzia: Clive Thomas |
|                 |                                                                                |                 |                                    |                                                       |

17 czerwca 1976
| RFN         | 2 – 2 (0-2) | Jugosławia   | 20:15 czasu CET – Stadion Crvena Zvezda, Belgrad Sędzia: Alfred Delcourt (Belgia) Widzów: 50 700 |
| Dogrywka:   | 4 – 2 (2-2) |              | 20:15 czasu CET – Stadion Crvena Zvezda, Belgrad Sędzia: Alfred Delcourt (Belgia) Widzów: 50 700 |
| Flohe 65'   |             | Popivoda 18' | 20:15 czasu CET – Stadion Crvena Zvezda, Belgrad Sędzia: Alfred Delcourt (Belgia) Widzów: 50 700 |
| Müller 80'  |             | Džajić 32'   |                                                                                                  |
| Müller 115' |             |              |                                                                                                  |
| Müller 118' |             |              |                                                                                                  |
|             |             |              |                                                                                                  |

### Mecz o 3. miejsce
| 19 czerwca 1976 | Holandia · Ruud Geels 27' · Willy van de Kerkhof 37' · Ruud Geels 107' | 3-2, po dogrywce | Jugosławia · 43' Josip Katalinski · 83' Dragan Džajić | Maksimir, Zagrzeb Widzów: 6800 Sędzia: Walter Hungerbühler |
|                 |                                                                        |                  |                                                       |                                                            |

### Finał
| 20 czerwca 1976                                                                   | Czechosłowacja · Ján Švehlík 8' · Karol Dobiáš 25' | 2-2, po dogrywce                                         | RFN · Dieter Müller 28' · Bernd Hölzenbein 89' | Stadion Crvena Zvezda, Belgrad Widzów: 30 800 Sędzia: Sergio Gonella |
|                                                                                   |                                                    |                                                          |                                                |                                                                      |
|                                                                                   |                                                    | Rzuty karne                                              |                                                |                                                                      |
| Marián Masný · Zdeněk Nehoda · Anton Ondruš · Ladislav Jurkemik · Antonín Panenka |                                                    | Rainer Bonhof · Heinz Flohe · Hans Bongartz · Uli Hoeneß |                                                |                                                                      |

## Statystyki turnieju

### Strzelcy goli
4 gole
- Dieter Müller

2 gole
- Dragan Džajić
- Ruud Geels

### Najszybszy gol
1. minuta: Momčilo Vukotić – Jugosławia